# Henri de Lorraine-Vaudémont
Henri de Lorraine-Vaudémont (* vermutlich nach 1430; † 20. Oktober 1505 auf Joinville) war Bischof von Thérouanne und anschließend von Metz.

## Leben
Er wurde als Sohn von Antoine de Lorraine-Vaudémont (1400–1458) und Marie, Gräfin von Harcourt und Aumale und Baronin von Elbeuf (1398–1476) geboren. Bereits mit 11 Jahren wurde er 1441 als Domherr in Toul und Metz geführt. Nach einem Studium in Paris erfolgte 1456 die Ernennung zum Bischof von Thérouanne in Flandern. 
Während sein Bruder Ferry II. den Feldzug von Herzog Johann II. von Lothringen nach Katalonien begleitete, übernahm Henri ab 1468 die Verwaltung der Grafschaft Vaudémont. Nach dem Tod Georgs von Baden wurde er am 15. Oktober 1484 zum Bischof von Metz ernannt. Am 6. Mai 1485 übernahm er offiziell dieses Amt. Zugunsten seines Neffen Jean de Lorraine-Guise verzichtete er am 26. Juli 1501 offiziell auf das Bistum, blieb aber als Diözesanadministrator weiter im Amt, da sein Neffe erst drei Jahre alt war.
Während seiner Amtszeit wurde der Bau der Kathedrale von Metz mit dem Neubau des Chors und der Kapellen abgeschlossen. Er liegt in der Stiftskirche von Joinville begraben.